# Motrunky (obwód chmielnicki)
Motrunky (ukr. Мотрунки, hist. pol. Motrunki, Matrunki, Motrujówka) – wieś na Ukrainie, w obwodzie chmielnickim, w rejonie chmielnickim. W 2001 liczyła 377 mieszkańców, spośród których 375 wskazało jako ojczysty język ukraiński, a 2 rosyjski.